# Pereiaslave
Pereiaslave (em ucraniano: Перея́слав), antes chamada Pereaslávia (em ucraniano: Переяслав; romaniz.: Pereiaslav; em latim: Pereaslavia), é uma cidade da Ucrânia situada no oblast de Kiev. Possui 31,5 quilômetros quadrados e segundo censo de 2019, havia 27 088 habitantes.